# Arhar
Arhar je priimek v Sloveniji, ki ga je po podatkih Statističnega urada Republike Slovenije na dan 1. januarja 2010 uporabljalo 234 oseb in je med vsemi priimki po pogostosti uporabe uvrščen na 1.733. mesto.

## Znani nosilci priimka
- France Arhar (*1948), pravnik, bančnik in politik
- Ignacij Arhar (Ignaz Arrer) (1745—1817), kipar v Radovljici
- Ivo Arhar (1918—1994), slavist, profesor, bibliofil, knjižničar, filmofil (Ptuj)
- Justin Arhar (1883—1916), učitelj, narodnoprosvetni delavec
- Karli Arhar - Charlie (1944—2003), zabavni glasbenik, pevec
- Katja Arhar, arhitektka (druga? = animatorka...; 3.= radijska novinarka)
- Marijan Arhar (1930—2017), duhovnik in eksorcist
- Nika Arhar, gledališka kritičarka, teatrologinja
- Pia Arhar (*1990), telovadka
- Špela Arhar Holdt, korpusna jezikoslovka
- Vesna Arhar Štih (*1944), režiserka
- Vojan Tihomir Arhar (1922—2007), književnik